# Bur Dubai
Bur Dubai (en árabe : بر دبي) es un distrito histórico en Dubái, Emiratos Árabes Unidos, ubicado en el lado occidental de Dubai Creek . El nombre se traduce literalmente como continente Dubai, una referencia a la separación tradicional del área de Bur Dubai de Deira por Dubai Creek. Esto se debe a que Bur Dubai consistió históricamente en todos los distritos entre la orilla occidental del Creek y Jumeirah . Th Ruler's Court se encuentra en el distrito adyacente a la Gran Mezquita. El distrito alberga varias mezquitas, incluida la Gran Mezquita con el minarete más alto de la ciudad,  y la Mezquita iraní de azulejos azules. El único templo hindú del país está situado entre la Gran Mezquita y el Arroyo. La mayoría de familias indias viven en Bur Dubai. Aquí se encuentran varios lugares populares para los turistas, como museos y edificios históricos renovados. El distrito tiene muchas calles comerciales y zocos (o zoco), incluyendo el zoco textil cerca del abra la estación de barco, aunque la mayoría de los zocos conocidos están situados en Deira.

## Zona histórica
El área histórica de Al Bastakiya se encuentra al este del Fuerte Al Fahidi (que ahora alberga el Museo de Dubái ) y cuenta con antiguas viviendas en el patio que se pueden identificar con sus torres de viento . Shindagha al noroeste, ubicada entre Bur Dubai, el arroyo y el mar, es la ubicación histórica de la casa del gobernante en la península frente al mar y el arroyo.

## Desarrollos modernos
Entre 2013 y 2016, Dubai Creek se extendió hasta el mar, convirtiendo a Bur Dubai en una isla. Bur Dubai es una popular zona de estar que consta de varios edificios de apartamentos.
La línea roja del metro de Dubái pasa por Bur Dubai y conecta con el aeropuerto a través de la estación de metro Al Ghubaiba y la estación de metro Sharaf DG